# 水窪町奥領家
水窪町奥領家（みさくぼちょうおくりょうけ）は静岡県浜松市天竜区の大字。

## 地理
浜松市天竜区の北部を占め、静岡県の北西端の大字になる。また、愛知県、長野県との境界を持っている。町域内に1から7415までの番地が散在する。小字の呼称は無いが、小字相当の地域名は存在する。
水窪川に沿った形で国道152号が敷設されており、北遠から伊那地方へ通り抜けることができるが、県境の国道152号は青崩峠によって分断されている。中央構造線付近の地盤はとても軟弱であり整備が遅れている。三遠南信自動車道の開通が長年切望されていたが、青崩峠を迂回する形で先行開通した草木トンネルは総工費180億円がかかった難工事になったのに加え、草木トンネルの北側の先に計画されていた兵越峠の下の中央構造線外帯側は地盤がきわめて脆弱なことが判明し、三遠南信自動車道は、兵越峠から地盤のやや硬い中央構造線内帯側、青崩峠西側を通るルートで青崩トンネルを掘削する方針に変更された。
2015年4月1日、草木トンネルは国道474号から国道152号に変更されて浜松市の管理となり、三遠南信自動車道のルートから外れた。一般道路となった草木トンネルは国道152号から不通区間（青崩峠）を迂回する兵越林道へのバイパス機能や、地域の生活道路として活用されている。

### 河川
- 天竜川
  - 水窪川
    - 翁川
      - 熊伏沢

    - 河内沢川
    - 水窪河内川
    - 後河内川

  - 河内川
  - 遠山川
    - 小河内川
      - 名田熊沢

### 湖沼
- 佐久間湖
  - 佐久間ダム
- 水窪湖
  - 水窪ダム

## 歴史
周智郡奥領家村を前身とする。
1889年（明治22年）10月1日に地頭方村、山住村、相月村、奥領家村が合併し、奥山村となる。
その後、1903年（明治36年）12月1日に奥山村から相月と奥領家の一部が、城西村として分村。このため、天竜区には佐久間町奥領家の大字がある。

## 世帯数と人口
2018年（平成30年）12月1日現在の世帯数と人口は以下の通りである。
| 大字         | 世帯数  | 人口    |
| ------------ | ------- | ------- |
| 水窪町奥領家 | 852世帯 | 1,681人 |

## 小・中学校の学区
市立小・中学校に通う場合、学区は以下の通りとなる。
| 番・番地等 | 小学校             | 中学校             |
| ---------- | ------------------ | ------------------ |
| 全域       | 浜松市立水窪小学校 | 浜松市立水窪中学校 |

かつて、公立高等学校全日制普通科に通う場合、磐周学区の区域だった。一方、愛知県の新城市、北設楽郡の公立高校に通学できる隣接県特例がある。（過去には長野県南信州地域の公立高校に通学できる特例もあった。）

## 交通
道路
- 国道152号
  - 秋葉街道
  - 草木トンネル
  - 青崩峠
- 国道474号
  - 三遠南信自動車道
    - 水窪北インターチェンジ

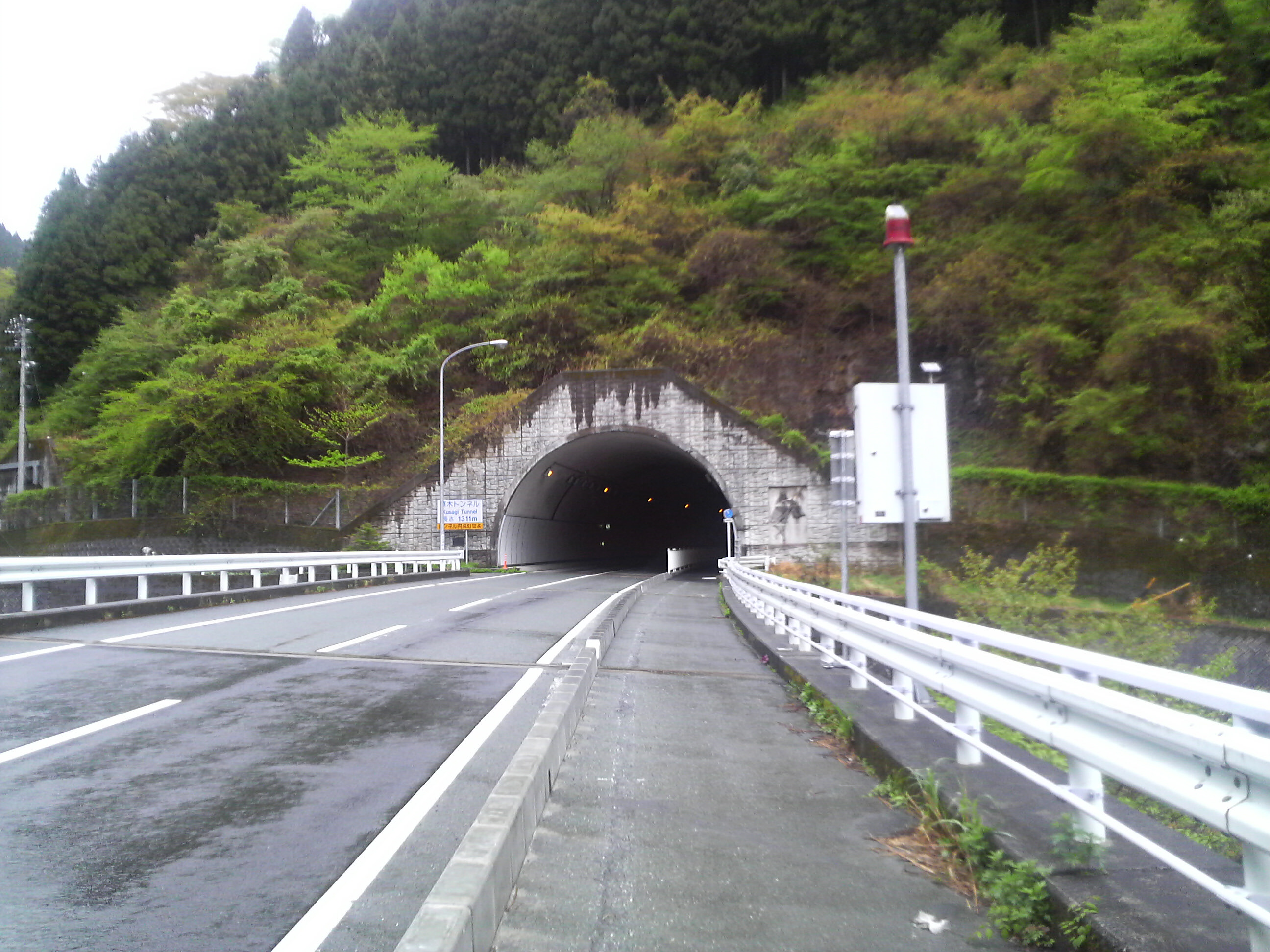
草木トンネル（水窪側）（2009年4月）

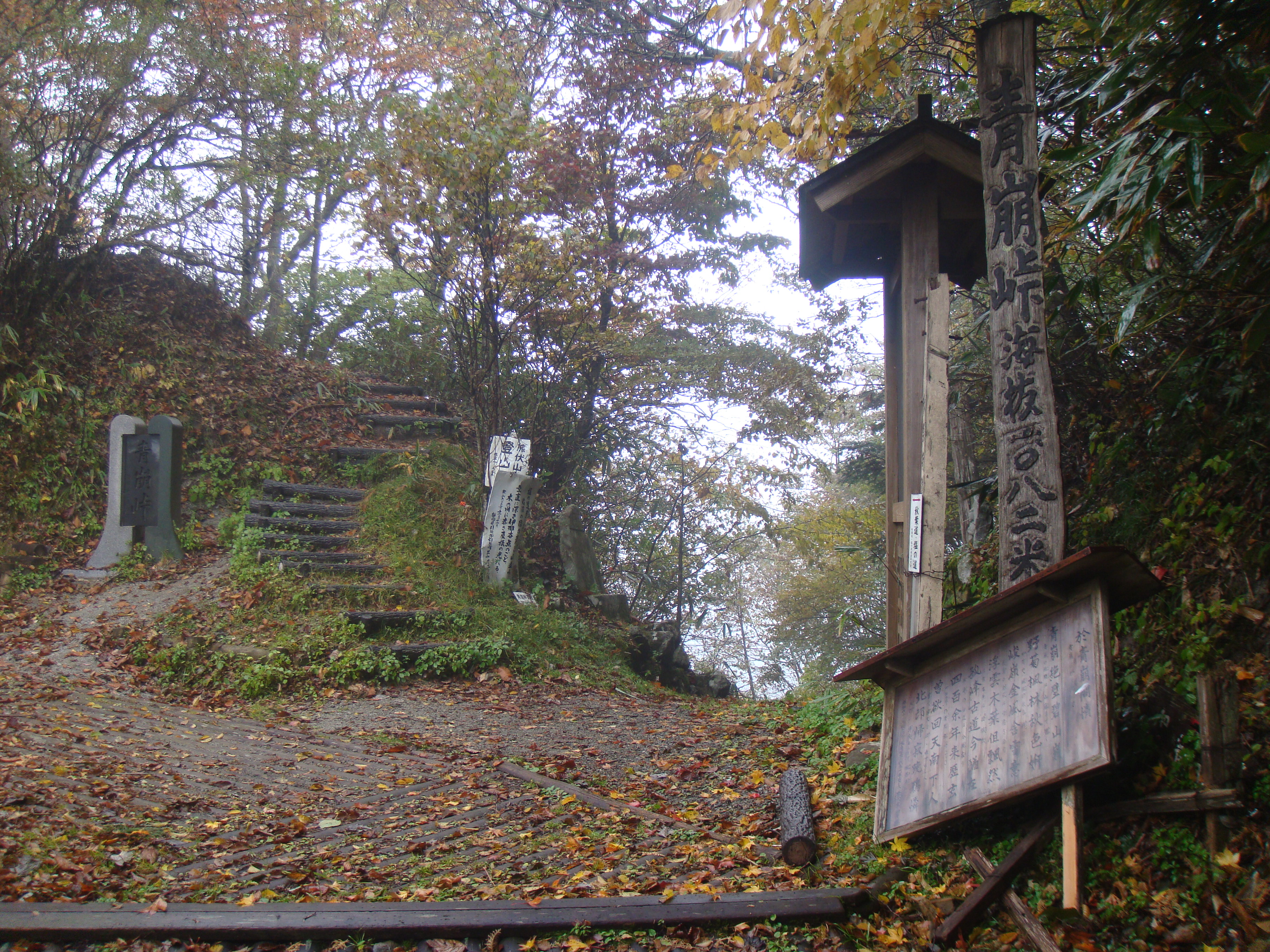
青崩峠を静岡県側から長野県側を望む（2009年撮影）

- 愛知県道426号・静岡県道287号津具大嵐停車場線

鉄道
- JR飯田線
  - （水窪町地頭方） - 大嵐駅 - 小和田駅 - （長野県天龍村平岡）

バス
- 浜松市自主運行バス北遠本線
- 浜松市水窪ふれあいバス

## 施設
- 草木区集会所
- 門谷区公民館
- 大原集会所
- 長尾公民館
- 西浦自治会公民館（にしうれ – ）
- 西浦観音堂 – 奥領家5219
- 池島生活会館
- 水窪郵便局
- 浜松市立水窪小学校
- 浜松市水窪文化会館
- 天竜森林管理署
- 水窪協働センター
- 浜松市消防局天竜署水窪庁舎
- 遠州中央農業協同組合水窪支店
- 水窪長尾プール – 奥領家3865−3
- 射撃訓練センター長尾射撃場
- 伊勢大神宮
- 神原八幡宮
- 金吾八幡宮 – 奥領家3924
- 熊野神社
- 山住神社
- 午頭大王神社 – 牛頭天王社
- 午頭天王神社 – 牛頭天王社
- 津島神社
- 綾村神社
- 永沢寺 – 奥領家5413
- 永泉寺 – 奥領家4801

## その他

### 日本郵便
- 郵便番号 : 431-4101[2]（集配局：水窪郵便局[6]）。

### 警察
町内の警察の管轄区域は以下の通りである。
| 番・番地等（通称地区）                   | 警察署     | 交番・駐在所   |
| ---------------------------------------- | ---------- | -------------- |
| 水窪、神原、小畑、門谷、竜戸、長尾、大野 | 天竜警察署 | 水窪所在地交番 |
| 西浦、草木、大嵐                         | 天竜警察署 | 西浦駐在所     |